# 박강 (조선)
박강(朴薑, ? ~ 1460년)은 조선 전기의 문신이다. 본관은 반남(潘南).
1444년(세종 26) 대호군(大護軍)을 거쳐 1445년 군기감정(軍器監正), 1449년 공조참의와 이조참의를 지냈다.
1450년(문종 즉위년) 황해도도절제사를 지내고, 이듬해 황해도도관찰사 겸 병마도절제사가 되었다.
1452년(단종 즉위년) 중추원부사가 되고, 1455년(세조 1) 좌익공신(佐翼功臣) 3등에 책정되어 금천군(錦川君)에 봉해졌다.
1457년 지중추원사(知中樞院事), 1458년 황해도도순찰사가 되었다. 시호는 세양(世襄)이다.

## 가족
- 부 : 박은(朴訔)
- 모 : 전법판서(典法判書) 주언방(周彦邦)의 딸
  - 형 : 박규(朴葵)
  - 동생 : 박훤(朴萱)
  - 누이 : 윤구(尹救)에게 출가
  - 누이 : 김윤(金潤)에게 출가
  - 누이 : 이중(李重)에게 출가
  - 누이 : 어효첨(魚孝瞻)에게 출가
    - 아들 : 박치(朴䎩)